# Guingamp
 Guingamp  en idioma francés, Gwengamp en bretón, es una localidad y comuna francesa, en la región de Bretaña, departamento de Costas de Armor. Es la subprefectura del distrito y la cabecera del cantón de su nombre.
Su población en el censo de 2021 era de 7105 habitantes. La aglomeración urbana –que incluye también Ploumagoar, Pabu, Grâces, Plouisy y Saint-Agathon- tenía una población de 21 572 habitantes. Está integrada en la Communauté de communes de Guingamp .

## Demografía
| 8956 | 9232 | 9284 | 8507 | 7905 | 8008 | 7477 | 7235 | 7105 |
| Para los censos de 1962 a 1999 la población legal corresponde a la población sin duplicidades (Fuente: INSEE [Consultar]) |      |      |      |      |      |      |      |      |

## Lugares y monumentos
- Castillo de Pedro II.
- Basílica Notre-Dame de Bon Secours. Construida entre los siglos XI y XVI, está catalogada como Monumento histórico.

## Deportes
El club de fútbol local, EA Guingamp, juega actualmente en la Ligue 2, el segundo nivel del fútbol francés, y ha ganado la Copa de Francia en 2009 y 2014. Su estadio es el Stade du Roudourou.